# Pomasia galastis
Pomasia galastis är en fjärilsart som beskrevs av Edward Meyrick 1897. Pomasia galastis ingår i släktet Pomasia och familjen mätare. Inga underarter finns listade i Catalogue of Life.